# Adelphagrotis quarta
Adelphagrotis quarta là một loài bướm đêm trong họ Noctuidae.